# Colin Hanks
Colin Lewes Hanks (Sacramento, 24 novembre 1977) è un attore statunitense.

## Biografia
Nato dal primo matrimonio dell'attore Tom Hanks (finito con un divorzio quando aveva 10 anni) con l'attrice Samantha Lewes, morta per un cancro alle ossa nel 2002, ha una sorella, Elizabeth (nata nel 1982), e due fratellastri, Chester e Truman, nati dal secondo matrimonio del padre.

### Carriera
Debutta nel 1996 ottenendo una parte nel film Music Graffiti, esordio alla regia del padre. Dal 1999 al 2001 interpreta Alex Whitman nella serie tv Roswell, e in seguito partecipa alla mini-serie Band of Brothers - Fratelli al fronte. Successivamente è protagonista del film Orange County (2002) e partecipa al film Ore 11:14 - Destino fatale (2003). Dopo piccole apparizioni in serie tv come The O.C. e Numb3rs, partecipa al blockbuster di Peter Jackson King Kong (2005), seguito dalla commedia Tenacious D e il destino del rock. Nel 2008 partecipa a tre film: Homeland Security con Antonio Banderas e Meg Ryan, Nella rete del serial killer di Gregory Hoblit e La coniglietta di casa con Anna Faris.
Nel 2011 interpreta il ruolo del serial killer Travis Marshall nella sesta stagione di Dexter, mentre nel 2013 interpreta il poliziotto Gus Grimly nella prima stagione della serie televisiva Fargo, ispirata al film dei Fratelli Coen. Dal 2014 si dedica al doppiaggio prestando la sua voce a Tom nel cartone Talking Tom and Friends. Inoltre, dal 2015 al 2019, interpreta il personaggio di Greg Short nella sitcom targata CBS Life in Pieces.

### Vita privata
Nipote dell'attore Jim Hanks e accanito tifoso della squadra di baseball San Francisco Giants, l'8 maggio 2010 Hanks ha sposato la responsabile delle relazioni esterne Samantha Bryant, dalla quale ha avuto due figlie, Olivia Jane nel 2011 e Charlotte Bryant nel 2013.

## Filmografia

### Cinema
- Music Graffiti (That Thing You Do!), regia di Tom Hanks (1996)
- Costi quel che costi (Whatever It Takes), regia di David Raynr (2000)
- Get Over It, regia di Tommy O'Haver (2001)
- Orange County, regia di Jake Kasdan (2002)
- Ore 11:14 - Destino fatale (11:14), regia di Greg Marcks (2003)
- RX - Strade senza ritorno (Rx), regia di Ariel Vromen (2005)
- King Kong, regia di Peter Jackson (2005)
- Tenacious D e il destino del rock (Tenacious D in The Pick of Destiny), regia di Liam Lynch (2006)
- The Great Buck Howard, regia di Sean McGinly (2008)
- Nella rete del serial killer (Untraceable), regia di Gregory Hoblit (2008)
- Homeland Security (My Mom's New Boyfriend), regia di George Gallo (2008)
- La coniglietta di casa (The House Bunny), regia di Fred Wolf (2008)
- W., regia di Oliver Stone (2008)
- Barry Munday, regia di Chris D'Arienzo (2010)
- High School, regia di John Stalberg, Jr. (2010)
- Parto con mamma (The Guilt Trip), regia di Anne Fletcher (2012)
- Parkland, regia di Peter Landesman (2013)
- Come ti rovino le vacanze (Vacation), regia di John Francis Daley e Jonathan M. Goldstein (2015)
- Elvis & Nixon, regia di Liza Johnson (2016)
- Jumanji - Benvenuti nella giungla (Jumanji: Welcome to the Jungle), regia di Jake Kasdan (2017)
- Jumanji: The Next Level, regia di Jake Kasdan (2019)
- Io sono nessuno 2 (Nobody 2), regia di Timo Tjahjanto (2025)

### Televisione
- Roswell - serie TV, 44 episodi (1999-2001)
- Band of Brothers - Fratelli al fronte (Band of Brothers) - miniserie TV (2001)
- The O.C. - serie TV, 1 episodio (2004)
- Numb3rs - serie TV, 2 episodi (2005-2008)
- Mad Men - serie TV, 3 episodi (2008)
- La strana coppia (The Good Guys) - serie TV, 20 episodi (2010)
- Dexter - serie TV, 12 episodi (2011)
- Happy Endings - serie TV, episodio 2x16 (2012)
- NCIS - Unità anticrimine (NCIS) - serie TV, 3 episodi (2013)
- Fargo - serie TV, 11 episodi (2014-2015)
- Paw Patrol - serie TV, 39 episodi (2013-2015)
- Talking Tom and Friends - serie TV (2014-in corso)
- Mom - serie TV, 1 episodio (2015)
- Life in Pieces - serie TV, 79 episodi (2015-2019)
- The Offer - miniserie TV, 10 puntate (2022)
- A Friend of the Family – miniserie TV, 9 puntate (2022)

### Doppiaggio
- Orion e il Buio (Orion and the Dark), regia di Sean Charmatz (2024)

## Doppiatori italiani
Nelle versioni in italiano delle opere in cui ha recitato, Colin Hanks è stato doppiato da:
- Stefano Crescentini in Orange County, King Kong, Nella rete del serial killer, La strana coppia, Parkland, NCIS - Unità anticrimine, Life in Pieces, The Offer, A Friend of the Family, Io sono nessuno 2
- Emiliano Coltorti in Roswell, Dexter
- Francesco Pezzulli in La coniglietta di casa, Elvis & Nixon
- Massimo Triggiani in Jumanji - Benvenuti nella giungla, Jumanji: The Next Level
- David Chevalier in Get Over It
- Corrado Conforti in The O.C.
- Simone Crisari in Ore 11:14 - Destino fatale
- Gabriele Lopez in Parto con mamma
- Francesco Bulckaen in Homeland Security
- Oreste Baldini in Numb3rs
- Fabrizio Manfredi in Mad Men
- Francesco Venditti in Fargo
- Roberto Certomà in Come ti rovino le vacanze
- Riccardo Scarafoni in Mom
- Dimitri Winter in American Crime Story

Da doppiatore è sostituito da:
- David Chevalier in Supercuccioli - I veri supereroi
- Daniele Raffaeli in Talking Tom and Friends